# شاكر البرجاوي
شاكر البرجاوي سياسي لبناني مسلم سني اسمه الحقيقي أبو بكر هو زعيم التيار العربي ومقر التيار  كان في الطريق الجديدة في بيروت. قبل أن يتم طرده منها 

## مشواره السياسي
ينتمي شاكر البرجاوي إلى الطائفة السنية، وتنقل منذ بداية الحرب الاهلية اللبنانية (1975-1990) بين ولاءات عدة، إذ قاتل إلى جانب منظمة التحرير الفلسطينية، ثم انتقل إلى العراق حيث قاتل مع العراق في الحرب الإيرانية العراقية في الثمانينات، وعاد إلى لبنان ليقف ضد الهيمنة السورية التي كانت قائمة في التسعينيات، وسجن في سوريا سبع سنوات ونصف لكنه عاد وخرج من السجن مواليا للسوريين.
وقف مع تحالف 14 آذار الذي يتزعمه تيار المستقبل بعد اغتيال رفيق الحريري في العام 2005 وقيل أنه قبض أموال كثيرة من الحريري والسعودية لنقل البندقية ضد السوريين.
ولذلك وقف العام 2008 ضد حزب الله في المواجهة التي حصلت بين انصار الحزب وانصار الحريري. ثم نقل البندقية مجددا، وصار من أكثر الموالين للحزب الشيعي،وتضم مجموعته مسلحين لبنانيين وفلسطينيين.
ويتزعم البرجاوي منذ العام 2009 «التيار العربي» وهو حزب مؤيد لسوريا وحزب الله.